# Charles Combes
Charles-Pierre-Mathieu Combes (Cahors, 26 de dezembro de 1801 — Paris, 10 de janeiro de 1872) foi um engenheiro francês.
Foi inspetor geral de minas e diretor da École Nationale Supérieure des Mines de Paris. É um dos 72 nomes na Torre Eiffel.

## Biografia
Charles-Pierre-Mathieu Combes nasceu em 26 de dezembro em Cahors. Filho de Pierre Combes Mathieu, um policial sênior. Ingressou na École Polytechnique antes da idade habitual de dezessete anos, em 1 de setembro de 1817, e completou seus estudos em 1820, quando foi admitido para a Escola de Minas. Combes completou o curso de três anos em apenas dois anos. Graduado em 1 de julho de 1822.
Em 1825 tornou-se professor de matemática na École Nationale Supérieure des Mines de Saint-Étienne, onde ficou durante dois anos. Trabalhou então na indústria, mas retornou à escola de Saint-Étienne em 1827, onde permaneceu até 1831. Em 1832 iniciou a trabalhar na École Nationale Supérieure des Mines de Paris.
Sua mulher, Louise Pauline (nascida Bousquet) morreu jovem, em 1841.
Combes se interessava seriamente com seus alunos. O jovem Marcel Deprez não conseguiu completar seu curso na Escola de Minas. Ele deve ter causado forte impressão, pois foi contratado como secretário de Combes. Deprez passou a mostrar que a eletricidade podia ser transmitida a longas distâncias.
Ele foi reconhecido como modelo do que é atualmente conhecido como engenheiro consultor. Foi chamado a arbitrar disputas. Ele se manifestou sobre a ventilação de minas na Bélgica, bem como assessorar fundições e minas.
Em 1868 dirigiu o Conselho Geral de Minas. Recebeu diversas honrarias. Em 1860 foi nomeado comendador da Legião de Honra. Em 1868 recebeu a Ordem de Comendador dos Santos Maurício e Lázaro e foi também comendador da Ordem de Leopoldo da Bélgica.
Combes morreu em Paris em 1872 e deixou um filho e duas filhas, tendo uma delas casado com o químico Charles Friedel. Foi sepultado no Cemitério do Père-Lachaise com sua mulher, Louise Pauline. Pierre Antoine Combes (1831–1872) compartilha o mesmo túmulo.

## Legado
Combes é um dos nomes na Torre Eiffel, que Gustave Eiffel escolheu como pessoas que tornaram a construção da Torre Eiffel possível. Combes é o número 50 na lista. Seu nome está no lado oposto à academia militar.